# Sormidomorpha
Sormidomorpha is een kevergeslacht uit de familie van de boktorren (Cerambycidae). De wetenschappelijke naam van het geslacht werd voor het eerst geldig gepubliceerd in 1920 door Aurivillius.

## Soorten
Sormidomorpha is monotypisch en omvat slechts de volgende soort:
- Sormidomorpha unicolor Aurivillius, 1920